# Sigurður Vigfússon
Pour les articles homonymes, voir Vigfússon.
Sigurður Vigfússon (8 septembre 1828 - 8 juillet 1892) était archéologue islandais, considéré comme un pionnier de l'archéologie dans le pays. Il a en particulier effectué les premières fouilles à Þingvellir. Il était le frère de l'universitaire Guðbrandur Vigfússon.